# Кастельно-д’Од
Кастельно́-д’Од (фр. Castelnau-d'Aude) — коммуна во Франции, находится в регионе Лангедок — Руссильон. Департамент коммуны — Од. Входит в состав кантона Лезиньян-Корбьер. Округ коммуны — Нарбонна.
Код INSEE коммуны — 11077.

## Население
Население коммуны на 2008 год составляло 448 человек.
| 1962 | 1968 | 1975 | 1982 | 1990 | 1999 | 2008 |
| ---- | ---- | ---- | ---- | ---- | ---- | ---- |
| 299  | 338  | 315  | 289  | 335  | 362  | 448  |

## Экономика
В 2007 году среди 272 человек в трудоспособном возрасте (15—64 лет) 195 были экономически активными, 77 — неактивными (показатель активности — 71,7 %, в 1999 году было 63,1 %). Из 195 активных работали 164 человека (89 мужчин и 75 женщин), безработных было 31 (15 мужчин и 16 женщин). Среди 77 неактивных 12 человек были учениками или студентами, 42 — пенсионерами, 23 были неактивными по другим причинам.